# Atipia nuclear

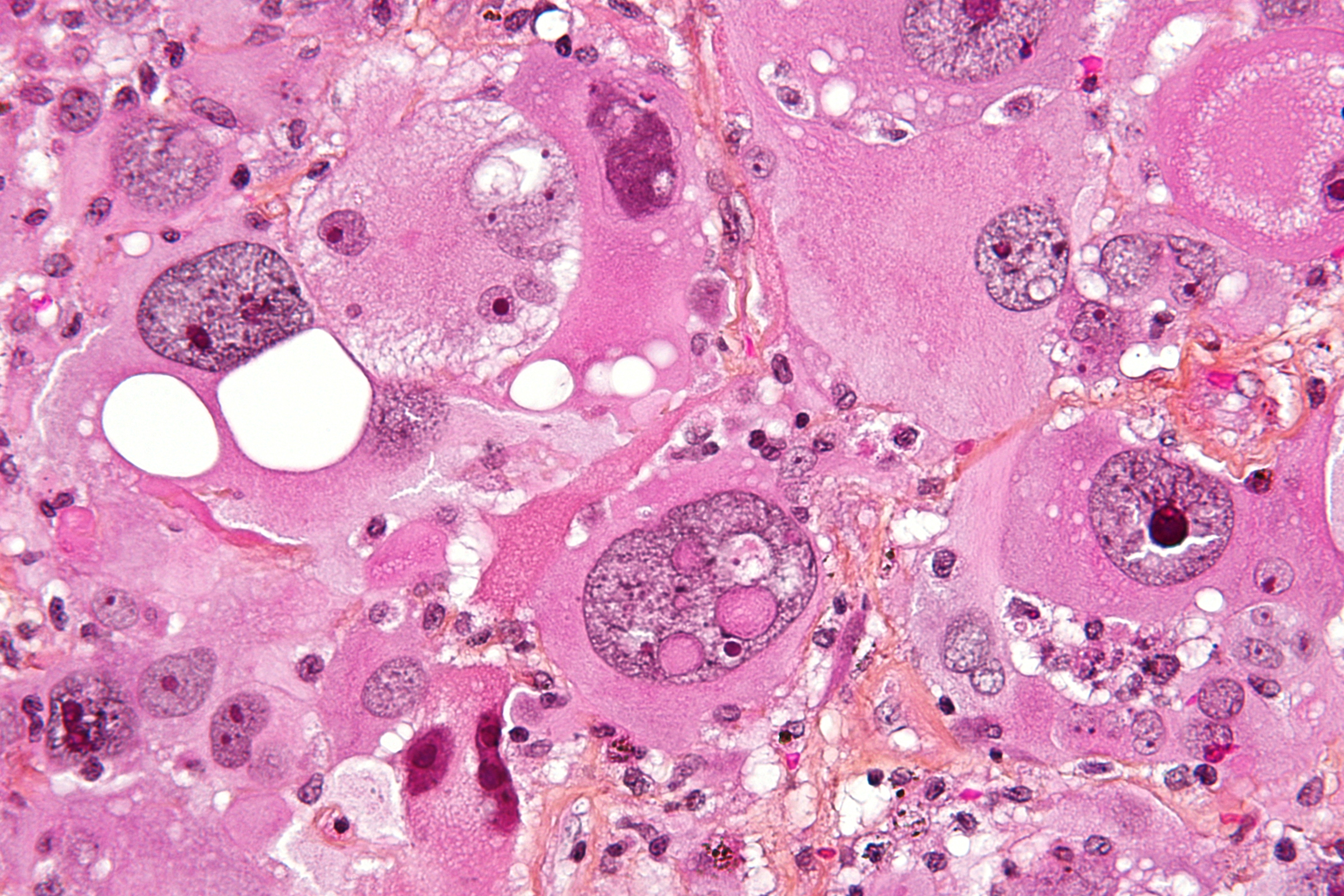
Micrografía que muestra atipia nuclear extrema en un cáncer (glioblastoma). Biopsia de cerebro. Tinción HPS.

La atipia nuclear se refiere a  un aspecto anormal de los núcleos de las células. Es un término utilizado en citopatología e histopatología. Los núcleos atípicos son a menudo pleomórficos.
La atipia nuclear se puede observar en cambios reactivos, cambios preneoplásicos y en malignidad. La atipia nuclear severa, en la mayor parte de los casos, considerado un indicador de malignidad.